# Yanzhang
Yanzhang (kinesiska: 岩樟, 岩樟乡) är en socken i Kina. Den ligger i provinsen Zhejiang, i den östra delen av landet, omkring 260 kilometer söder om provinshuvudstaden Hangzhou. Antalet invånare är 1924. Befolkningen består av 888 kvinnor och 1 036 män. Barn under 15 år utgör 13,0 %, vuxna 15-64 år 67 %, och äldre över 65 år 19,0 %.
Genomsnittlig årsnederbörd är 2 326 millimeter. Den regnigaste månaden är juni, med i genomsnitt 461 mm nederbörd, och den torraste är oktober, med 53 mm nederbörd.